# Katedra św. Jerzego w Damaszku
Katedra św. Jerzego w Damaszku – katedra patriarsza Syryjskiego Kościoła Ortodoksyjnego. Położona jest w starej dzielnicy Damaszku.

## Architektura
Świątynia murowana, jednowieżowa, o fasadzie nawiązującej do klasycyzmu.

## Historia
W 2001 roku katedrę odwiedził papież Jan Paweł II.